# Bucraa
Bucraa (àrab: بو كراع, Bū Krāʿ; amazic: ⴱⵓⴽⵔⴰⵄ) és un localitat del Sàhara Occidental ocupada per Marroc, qui la ha integrat en la província d'Al-Aaiun, a la regió de Laâyoune-Sakia El Hamra. Segons el cens de 2014 tenia una població total de 558 persones També és el nom d'una Dahira de la wilaya d'Aaiun a la RASD. Està habitada gairebé per complet pels empleats de la indústria de la mineria de fosfats, controlada pel Marroc. Durant la colonització per part dels espanyols de l'àrea molts dels primers reclutes dels moviments nacionalistes Harakat Tahrir i el Front Polisario eren treballadors sahrauís d'aquestes mines de fosfats.
Els fosfats són transportats fins a la costa a través d'una cinta transportadora automatitzada, considerada la més llarga del món en la seva categoria. Aquest sistema de transport ha estat vandalitzat i deshabilitat en diverses ocasions pel Front Polisario, durant la guerra que van mantenir contra la Forces Armades Reials des de 1976. Aquests atacs han anat cessant gradualment després que la ciutat fos envoltada a principis dels anys 1980 pel Mur marroquí, estant avui dia la ciutat sota control dels marroquins.

## Agermanaments
- Castro Urdiales
- Laudio